# Antitrygodes herbuloti
Antitrygodes herbuloti là một loài bướm đêm trong họ Geometridae.